# Urðhæðir
Urðhæðir är en kulle i republiken Island. Den ligger i regionen Norðurland vestra, 100 km nordost om huvudstaden Reykjavík. Toppen på Urðhæðir är 473 meter över havet.
Trakten runt Urðhæðir är nära nog obefolkad, med mindre än två invånare per kvadratkilometer. Det finns inga samhällen i närheten. Trakten runt Urðhæðir består i huvudsak av gräsmarker.